# Eupithecia implicata
Eupithecia implicata är en fjärilsart som beskrevs av Walker 1862. Eupithecia implicata ingår i släktet Eupithecia och familjen mätare. Inga underarter finns listade i Catalogue of Life.